# Bokförlaget Prisma
Bokförlaget Prisma AB är ett svenskt bokförlag som numera ingår i Norstedts Förlagsgrupp.
Prisma grundades 1959 av NKI-skolan. Ursprungligen utgavs endast pocketböcker inom samhälls- och populärvetenskap, men övergick i början av 1970-talet till en bred utgivning med såväl skön- som facklitteratur samt språklexikon. Förlaget ägdes av Socialdemokraterna 1963–1976, men övertogs därefter av Kooperativa Förbundet (KF). Prismas och Rabén & Sjögrens vuxenutgivning bedrevs under namnet Rabén Prisma från 1994, varefter Prisma blev en del av Norstedts Förlagsgrupp 1998.
Tidigare gav Prisma ut lexikon och ordböcker på en mängd olika språk, men den verksamheten har upphört. Inom koncernen ges ordböcker ut av Norstedts Akademiska Förlag, inklusive de ordböcker som har "Prismas" i titeln. Förlaget gav 1961–1982 ut en mängd böcker i Prisma-serien. En mångårig medarbetare (sedan 1959) var Gösta Åberg, som 1973–1979 var förlagets verkställande direktör.

## Källhänvisningar
1. ↑  Nationalencyklopedin: Prisma AB (hämtad 2021-04-18)
2. ↑  Sundelin, Anders (2013-09-22): "Därför är Norstedts till salu". Svd.se. Läst 11 oktober 2014.
3. ↑  Libris
4. ↑  Åberg, Gösta K E i Vem är det 1997